# Leva Reka (Resen)
Leva Reka é uma vila localizada no município de Resen, na República da Macedônia do Norte.